# Kaple Nejsvětější Trojice (Lemberk)
Kaple Nejsvětější Trojice, zvaná též Zdislavina kaple, která se nachází na katastrálním území Lvové, místní části města Jablonné v Podještědí v Libereckém kraji, je jednou z historických staveb v rozlehlém památkově chráněném areálu zámku Lemberk. Celý tento areál je zároveň součástí Krajinné památkové zóny Lembersko, která je jednou z nejmenších krajinných památkových zón v České republice.

## Historie
Místo, kde se nachází kaple Nejsvětější Trojice, je po staletí spojováno se životem a skutky Zdislavy z Lemberka, svatořečené v roce 1995 papežem Janem Pavlem II.
Zdislava se narodila pravděpodobně v roce 1220 jako dcera moravského velmože Přibyslava z Křižanova a jeho ženy Sibyly, která pocházela ze Sicilského království na jihu Itálie. Po svatbě z Havlem z Lemberka Zdislava následovala svého muže na jeho nově budované sídlo v severních Čechách. Zdislava spolu se svým manželem zde založila a podporovala dominikánský klášter v Jablonném v Podještědí, jehož součástí byl zřejmě i špitál a klášterní kostel sv. Vavřince. Zdislavě a Havlovi z Lemberka se připisuje též založení farního kostela sv. Kříže, dominikánského kláštera se špitálem v Turnově, johanitské komendy se špitálem v Českém Dubu a v neposlední řadě i založení kaple nedaleko Lemberka. (Pozn.: V jiném zdroji, spadajícím pod Národní památkový ústav, se však uvádí, že kapli Nejsvětější Trojice na Lemberku založil až koncem 14. století Hašek z Lemberka, poslední mužský potomek rodu Lemberků, který zde byl také pak se svojí ženou pohřben).
Léčitelské schopnosti Zdislavy z Lemberka jsou zmiňovány již v kronice anonymního autora z počátku 14. století, později od 17. století označované jako Kronika tak řečeného Dalimila neboli Dalimilova kronika. Řada autorů v pozdějších stoletích zaznamenala legendy, podle kterých Zdislava využívala k léčení vodu z pramene pod návrším, na němž byla zbudována kaple, do které se lemberská paní chodila modlit. Existuje domněnka, že svatá Zdislava po své smrti v roce 1252 mohla být napřed pohřbena v kapli nad studánkou a teprve později byly její ostatky přeneseny do kostela sv. Vavřince v Jablonném. V pramenech z pozdějších století se občas cituje i zřejmý omyl Václava Hájka z Libočan, který se ve své Kronice české zmiňuje o „kapli pod horou Krutinou“ (jak bylo označováno návrší s hradem Lemberkem) jako o místu pohřbení svaté Přibyslavy, sestry svatého Václava. Přemyslovská princezna Přibyslava Česká však zemřela někdy po roce 938, tedy zhruba o 300 let dříve, než bylo území u staré obchodní stezky do Lužice kolonizováno a než zde byl vystavěn hrad Lemberk, takže kronikář zřejmě omylem zaměnil jméno Zdislavy za jméno Přibyslavy.
Studánka i její okolí se již krátce po smrti Zdislavy z Lemberka stala neoficiálním poutním místem. V roce 1657 byla gotická kaple Nejsvětější Trojice renesančně přestavěna, byla opatřena zvonem a její stěny byly vyzdobeny freskami. Krypta pod kaplí i okolní hřbitůvek poté sloužily k pohřbívání vrchnostenských úředníků a jejich rodinných příslušníků. V období baroka došlo k opětnému oživení Zdislavina kultu. Na počátku 19. století byl interiér kaple upraven do podoby poutního místa souvisejícího s kultem svaté Zdislavy. V 19. století začala být kaple neoficiálně označována jako kostelík blahoslavené Zdislavy. Poutní a pohřební charakter kaple byl zachováván ještě krátce po skončení druhé světové války. Později však objekt chátral a stal se cílem hledačů pokladů a různých vandalů. Vchody na hřbitov a do kaple proto byly následně zazděny a opuštěná kaple není přístupná veřejnosti.

## Přístup
Přímo až ke kapli Nejsvětější Trojice žádná značená turistická cesta nevede. Kaple stojí na samém konci zhruba 400 metrů dlouhé lipové aleje, která vede směrem na jihozápad od Bredovského zámečku, nacházejícího se v areálu zámku Lemberk. Ke kapli lze rovněž vystoupat strmým zalesněným svahem od turistického rozcestníku u Markvartického rybníka.

## Galerie

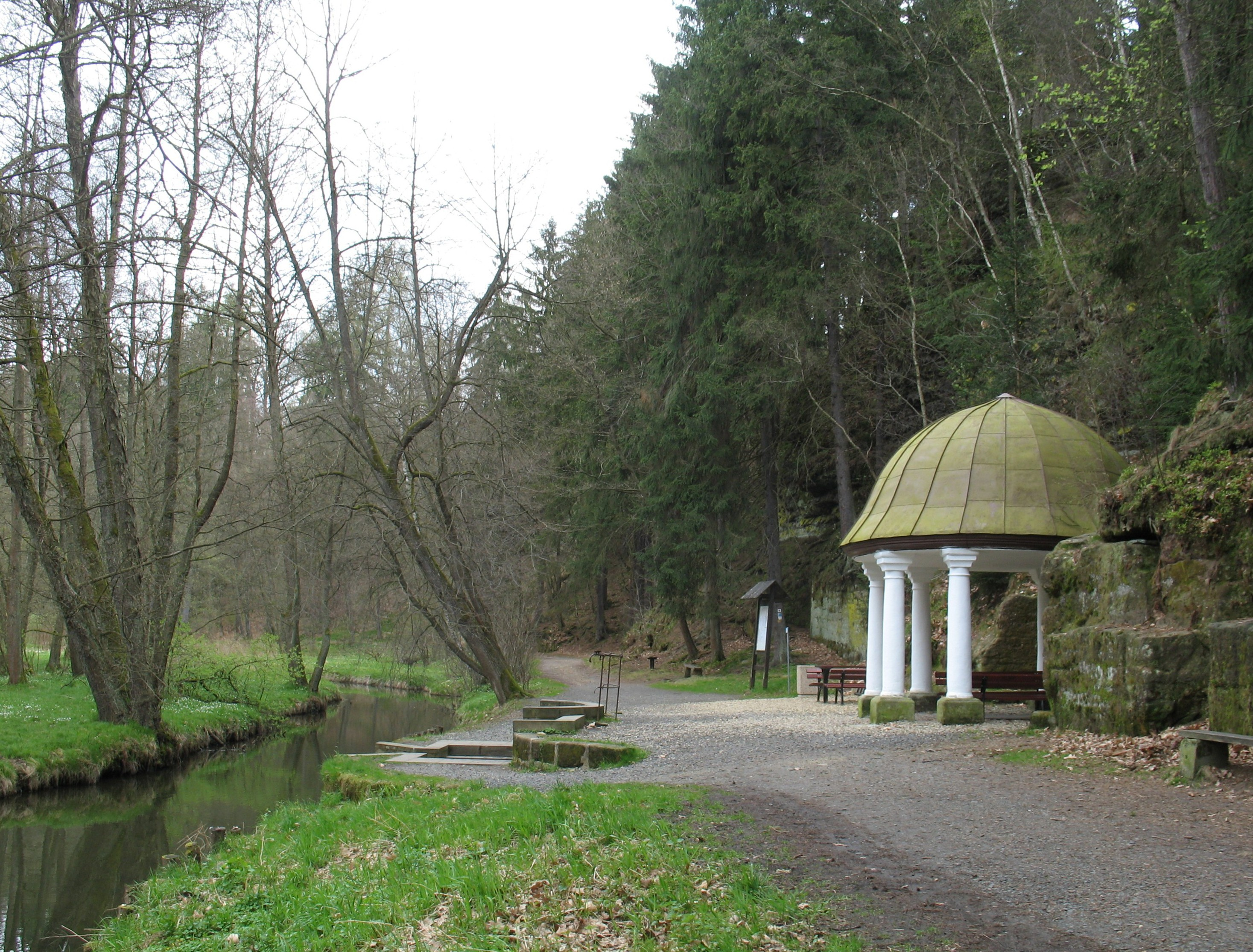
Zdislavina studánka pod návrším s kaplí
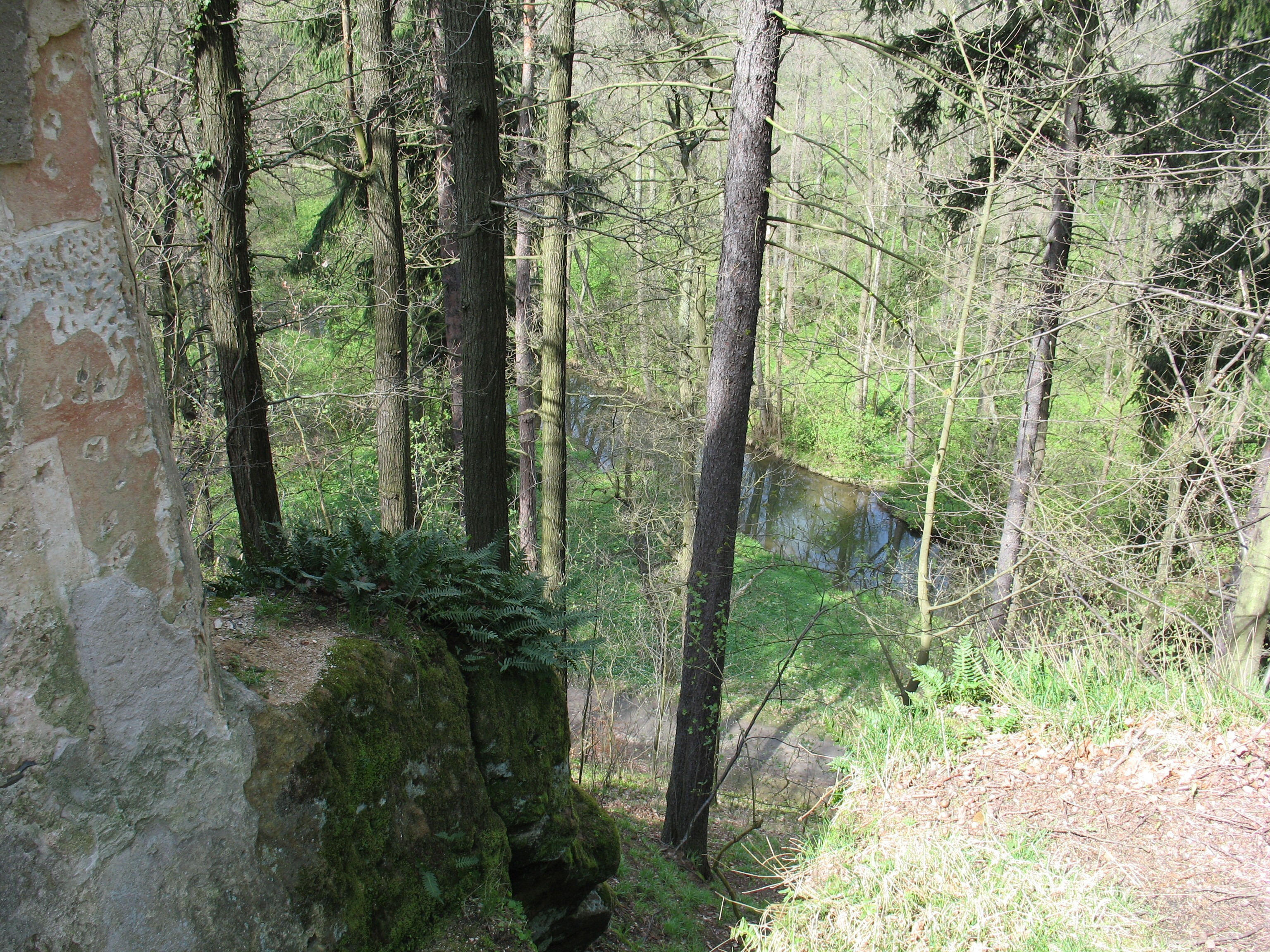
Sráz pod kaplí a Panenský potok
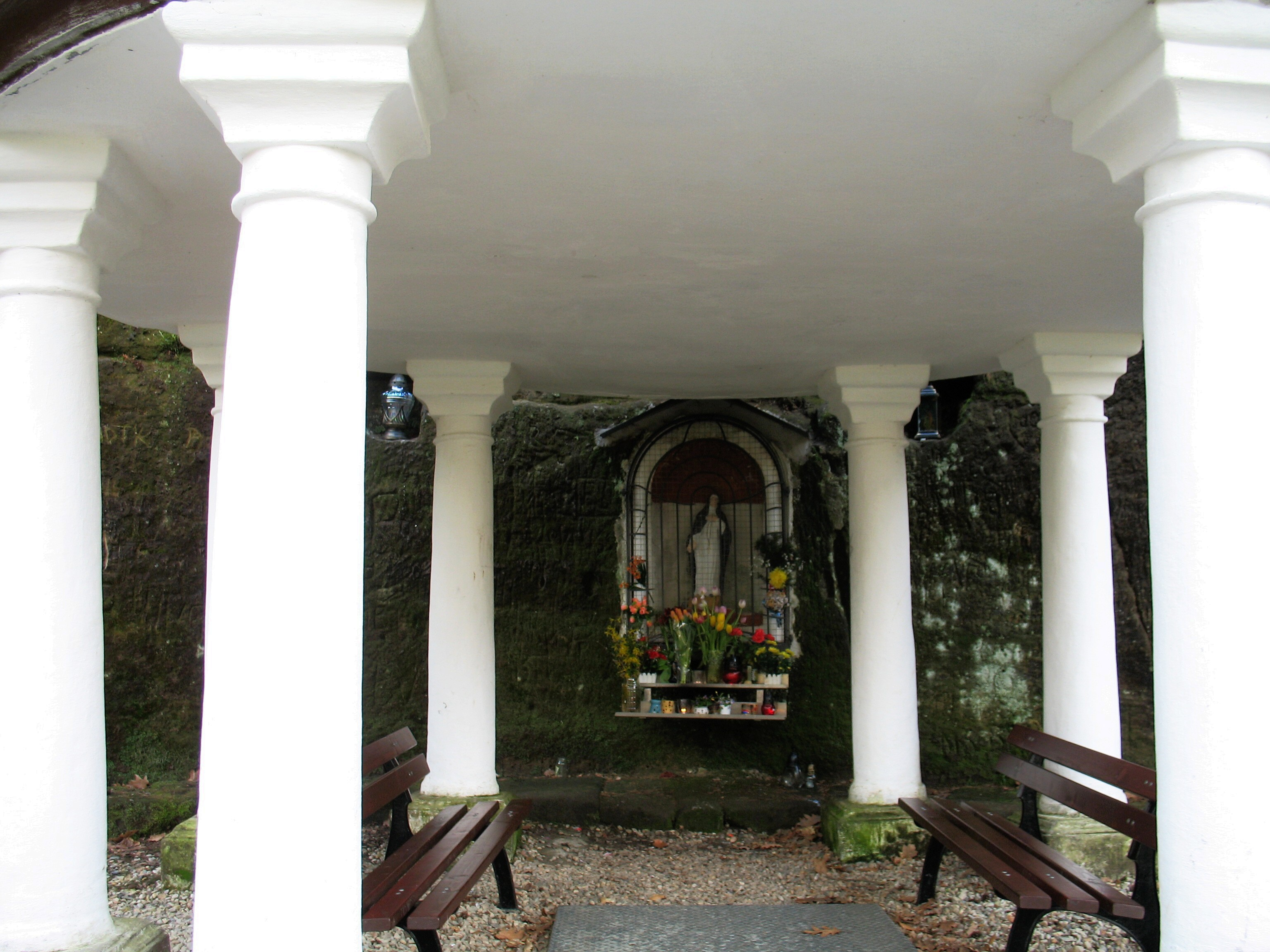
Altán u studánky se soškou sv. Zdislavy
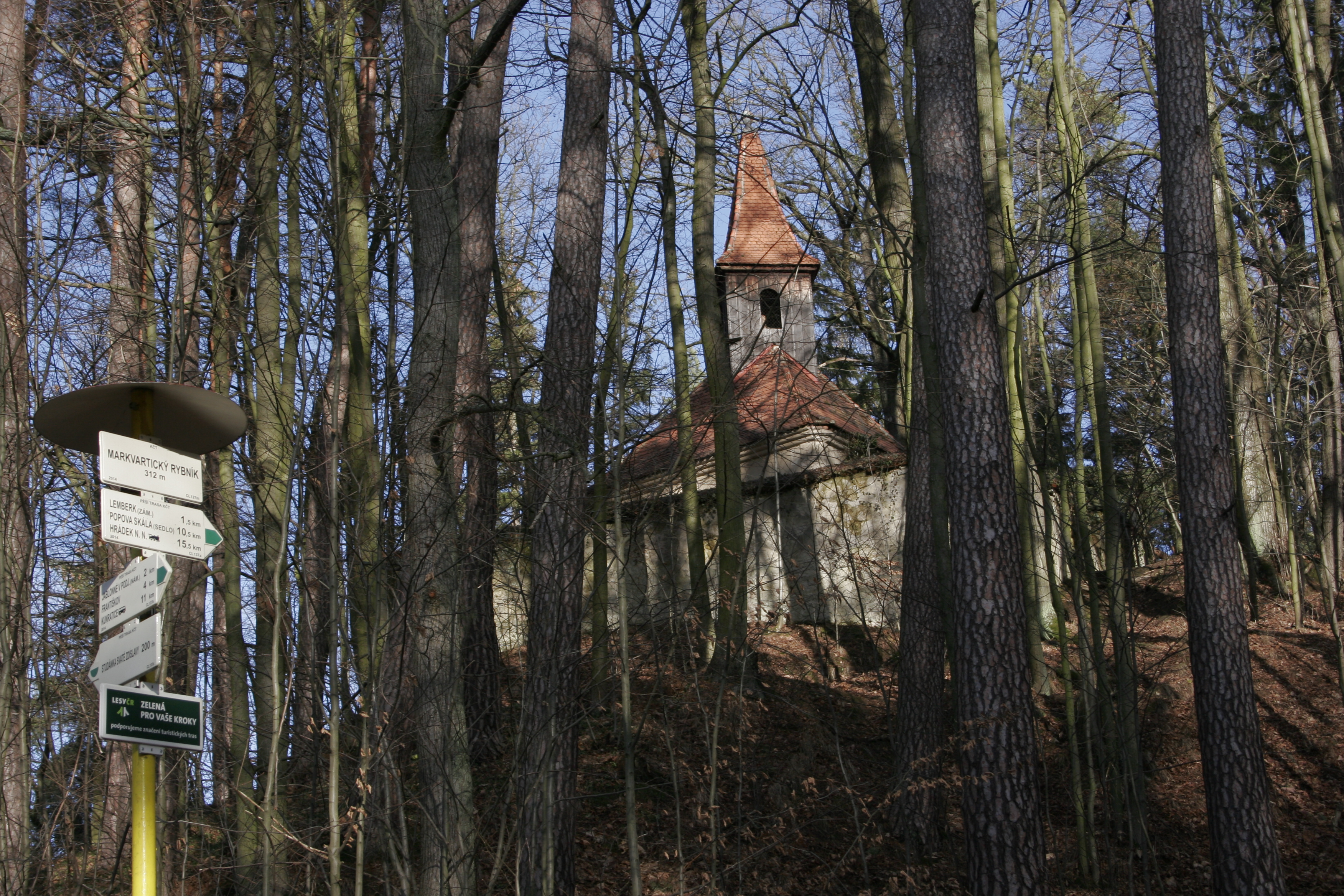
Pohled od rozcestí u Zdislaviny studánky
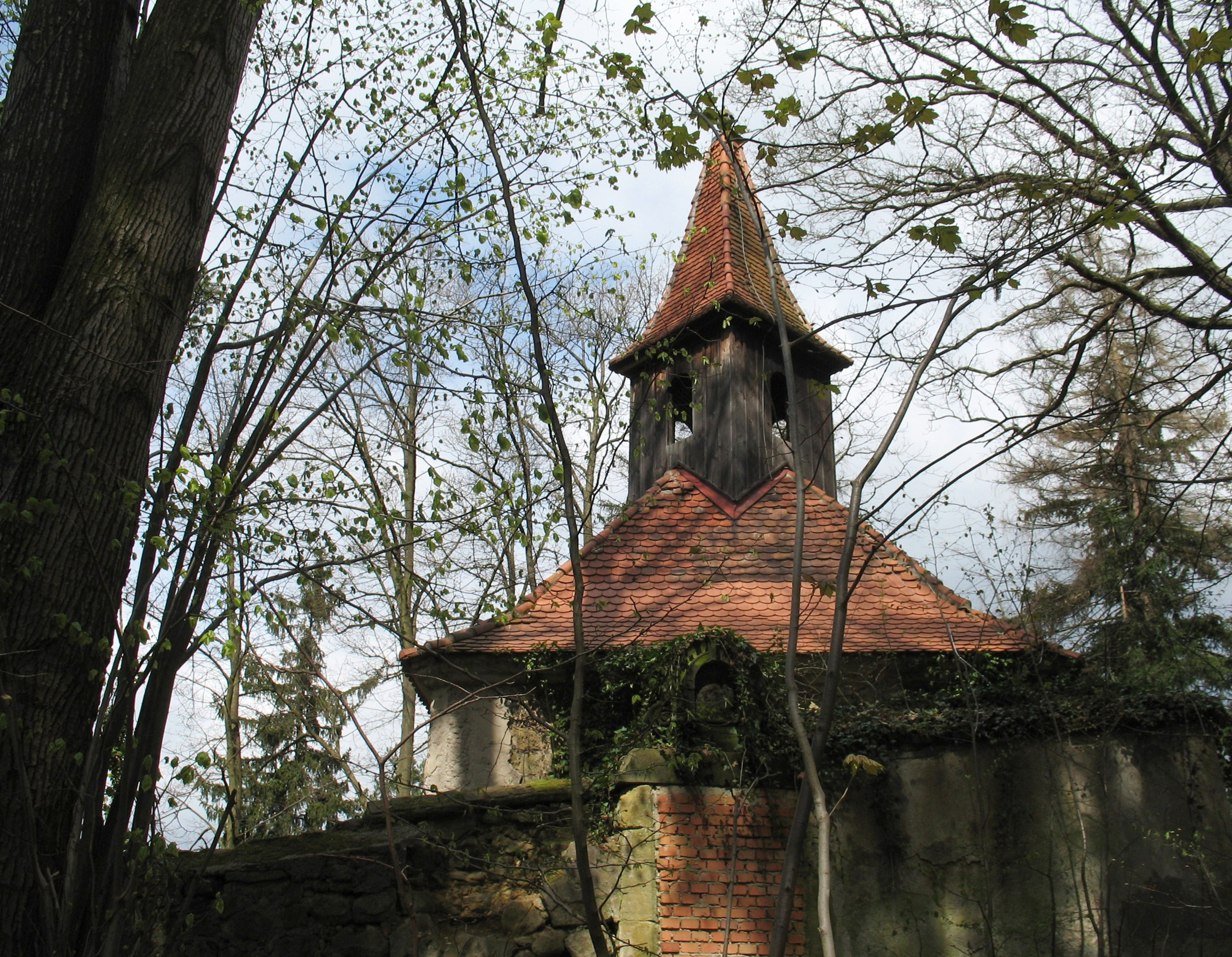
Zazděný vchod do areálu hřbitovní kaple